# The Triptych
The Triptych è il terzo album della band christian metalcore statunitense Demon Hunter, pubblicato nel luglio 2005 dalla Solid State.

## Tracce
1. The Flame That Guides Us Home – 0:28
2. Not I – 4:14
3. Undying – 4:18
4. Relentless Intolerance – 4:02
5. Deteriorate – 5:53
6. The Soldier's Song – 5:24
7. Fire to My Soul – 4:03
8. One Thousand Apologies – 4:56
9. The Science of Lies – 4:09
10. Snap Your Fingers, Snap Your Neck (Prong cover) – 4:13
11. Ribcage – 3:46
12. The Tide Began to Rise – 5:37

## Singoli
- "Undying"
- "One Thousand Apologies"
- "Not I"

## Formazione
- Ryan Clark -- voce
- Don Clark -- chitarra
- Ethan Luck -- chitarra
- Jon Dunn -- basso
- Timothy "Yogi" Watts -- batteria